# Tyska novemberrevolutionen
Tyska novemberrevolutionen började som ett myteri inom tyska rikets flotta och kom att spridas till arméstridskrafter för att utmynna i ett arbetaruppror år 1918. 

## Bakgrund
På grund av det hotande nederlaget i första världskriget uppmanade den tyska arméledningen kejsar Wilhelm II att gå i exil till Nederländerna i ett försök att rädda armén och staten. Regeringsmakten, som dittills i praktiken utövats diktatoriskt genom dekret av general Erich Ludendorff, arméns Generalquartiermeister (chef för arméstaben), med kejsarens stöd, återgick nu till den civila regeringen som ombildades med prins Max av Baden som rikskansler. Efter en kort tid avgick prins Max då huvuddelen av riksdagen inte stod bakom honom. Det största partiets ledare, socialdemokraten Friedrich Ebert övertog då ledningen interimistiskt. 
Berlins invånare gick ut på gatorna i 100 000-tal i protest mot militärregimen och misshandlade poliskonstaplar, officerare och andra uniformerade personer. Regeringsmakten bröt samman då de militära truppförbanden inte längre lydde order från sina officerare och inte kunde sättas in emot demonstrationerna utan istället förenade sig med människomassorna. I syfte att rädda staten utropades den tyska republiken från riksdagshusets fönster av socialdemokraten Philipp Scheidemann, vilket människomassorna uppskattade och ett visst lugn inträdde.
Ebert fortsatte att utöva ledningen stödd på nybildade arbetare- och soldatråd. En tids maktkamp mellan socialdemokrater och radikala socialister uppstod om dessa råd. Då socialdemokraterna hade lyckats få stöd hos ett arméförband i Berlin, 4. Jägerbataillon, kunde säkerheten tryggas för dess ledning och dess tidning Vorwärts genom vilken partiet kommunicerade med medborgarna.

## Matrosupproret
Natten till den 29 oktober 1918 hade Flottans överkommando beslutat segla ut och möta den brittiska flottan i en sista drabbning i Nordsjön. Åtgärden var inte förankrad i regeringen. Matroserna på några stora fartyg i Wilhelmshaven och Kiel vägrade lyda order och gjorde myteri. I första hand för att skydda sig mot motåtgärder spred man myteriet till hamnarbetarna på flottans varv och till de truppförband som bevakade hamnarna. Redan den 6 november hade revolutionen spridit sig till västfronten och omfattade snart även de större städerna och hamnarna i Tyskland.

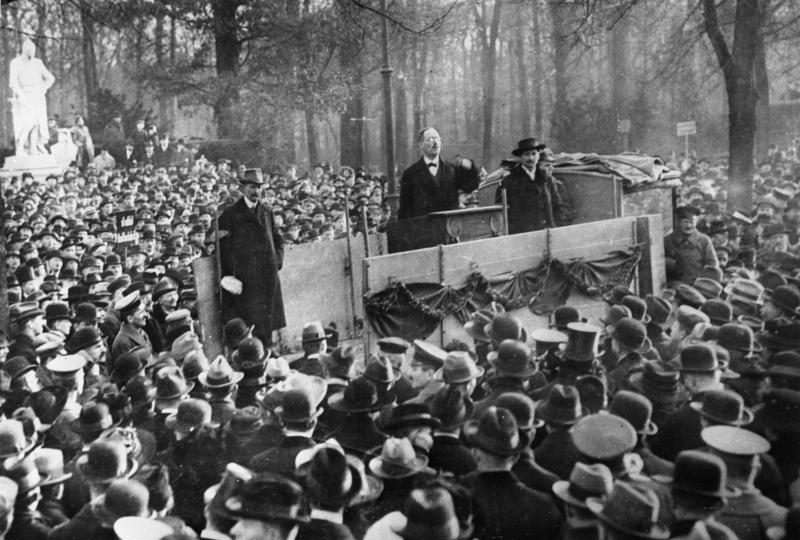
Karl Liebknecht håller tal vid ett möte den 9 november 1918 i Tiergarten i Berlin.

## Revolutionen i München
Den 7 november förklarades Bayern vara en socialistisk republik, Fristaten Bayern, av ledaren för "Det Oberoende Socialistpartiet" – Kurt Eisner. Eisner deklarerade att till skillnad från den bolsjevikiska revolutionen i Ryssland skulle privat egendom skyddas av den nya regeringen. Eisners republik följdes i april 1919 av den Bayerska rådsrepubliken.

## Kejsaren abdikerar
Den 9 november 1918 abdikerade kejsar Vilhelm II och ledaren för Tysklands socialdemokratiska parti Friedrich Ebert fick makten av kanslern Max av Baden. 
Av fruktan för ett inbördeskrig och den tyska statens upplösning sökte Ebert stöd hos den tyska militärens överkommando på Västfronten. Ebert ville alltjämt att den kejserliga eliten skulle bevaras men omges av demokratiska förhållanden. Uppdraget att organisera pålitliga regeringstrogna truppförband utanför Berlin gavs till socialdemokraten Gustav Noske. Det revolutionärt marxistiska Spartacusförbundets uppror, kallat spartakistupproret, i januari 1919 i Berlins innerstad kunde därför slås ner och ordningen återställas.
Den 13 januari 1919 hade kommunisterna Karl Liebknecht, Leo Jogiches och Rosa Luxemburg blivit infångade och mördade. Under våren kom även den nyligen utropade socialistiska rådsrepubliken i Bayern att slås ner av den tyska armén. Revolutionen avslutades formellt den 11 augusti 1919 då den nya författningen undertecknades, och Weimarrepubliken upprättades.

### Tryckta verk
- Haffner, Sebastian; Ekstrand Robert (2005). Den tyska revolutionen 1918/19. Nora: Nya Doxa. Libris 9876505. ISBN 91-578-0462-1
- Watt, Richard M.; Adlerberth Roland 1923-1993 (1970). Europeisk tragedi: Versailles och den tyska revolutionen. Stockholm: Rabén & Sjögren. Libris 679846

### Fotnoter
1. ↑  ”Weimarrepubliken”. Nationalencyklopedin. https://www.ne.se/uppslagsverk/encyklopedi/l%C3%A5ng/weimarrepubliken. Läst 3 juni 2018.